# Gare de Mariano-Comense
La gare de Mariano-Comense (en italien, Stazione di Mariano Comense) est une gare ferroviaire italienne de la ligne de Milan à Asso, située sur le territoire de la commune de Mariano Comense dans la province de Côme en région de Lombardie.
La gare est mise en service en 1879. C'est une gare voyageurs gérée par Ferrovienord et desservie par des trains régionaux R LeNord. C'est aussi une station terminus de la ligne S2 du Service ferroviaire suburbain de Milan.

## Situation ferroviaire
Établie à environ 252 mètres d'altitude, la gare de Mariano-Comense est située au point kilométrique (PK) 27 de la ligne de Milan à Asso, entre les gares de Cabiate et de Carugo - Giussano.
Située sur une section à voie unique de la ligne, c'est une gare d'évitement qui dispose de deux voies dont une de croisement et une voie en impasse. 

## Histoire
La gare de Mariano-Comense est mise en service le 18 octobre 1879, lors de l'ouverture de la section de Seveso à Mariano-Comense. Le 22 novembre 1879, est ouverte la section suivante de Mariano-Comense à Inverigo de la ligne de Milan à Erba.
Le 12 décembre 2004, elle devient gare terminus de la ligne S2 du Service ferroviaire suburbain de Milan avec l'ouverture du service entre Milan-Porta-Vittoria et Mariano-Comense.

## Service des voyageurs

### Accueil
Gare voyageurs LeNord, elle dispose d'un bâtiment voyageurs, avec guichet et automate pour l'achat de titres de transport. 
Un souterrain, équipé d'ascenseurs, permet l'accès aux quais et la traversée des voies.

### Desserte
Mariano-Comense est desservie par des trains régionaux R LeNord, de la relation Milan-Cadorna - Canzo-Asso
La gare est également le terminus de la ligne S2, Mariano-Comense - Milan-Rogoredo du Service ferroviaire suburbain de Milan

### Intermodalité
Un parking pour les véhicules est aménagé à proximité. Des bus locaux et interurbains desservent la gare.